# Commentry
Commentry è un comune francese di 6 947 abitanti situato nel dipartimento dell'Allier della regione dell'Alvernia-Rodano-Alpi.

## Un simbolo del socialismo
Nel 1882 Commentry elegge per la prima volta in Francia un sindaco socialista: Christophe Thivrier.
Nel settembre del 1902 si tiene a Commentry il congresso che dà i natali al Partito Socialista di Francia (PSdF), in cui confluiscono il Partito Operaio "marxista" di Jules Guesde, il Partito Socialista Rivoluzionario (PSR) di Édouard Vaillant e l'Alleanza Comunista Rivoluzionaria. Questo congresso crea quindi una federazione dei socialisti opposti alla politica del Bloc républicain di Alexandre Millerand, ministro socialista di Waldeck-Rousseau e sostenuta da Jean Jaurès.

## Insetti fossili
Nei giacimenti di carbone vicini alla cittadina, è stato ritrovato il fossile di Meganeura monyi, la più grande libellula fossile al mondo datante del Carbonifero. La libellula è diventato il simbolo emblematico di Commentry.

## Società

### Evoluzione demografica
Abitanti censiti